# Jamie Blackley

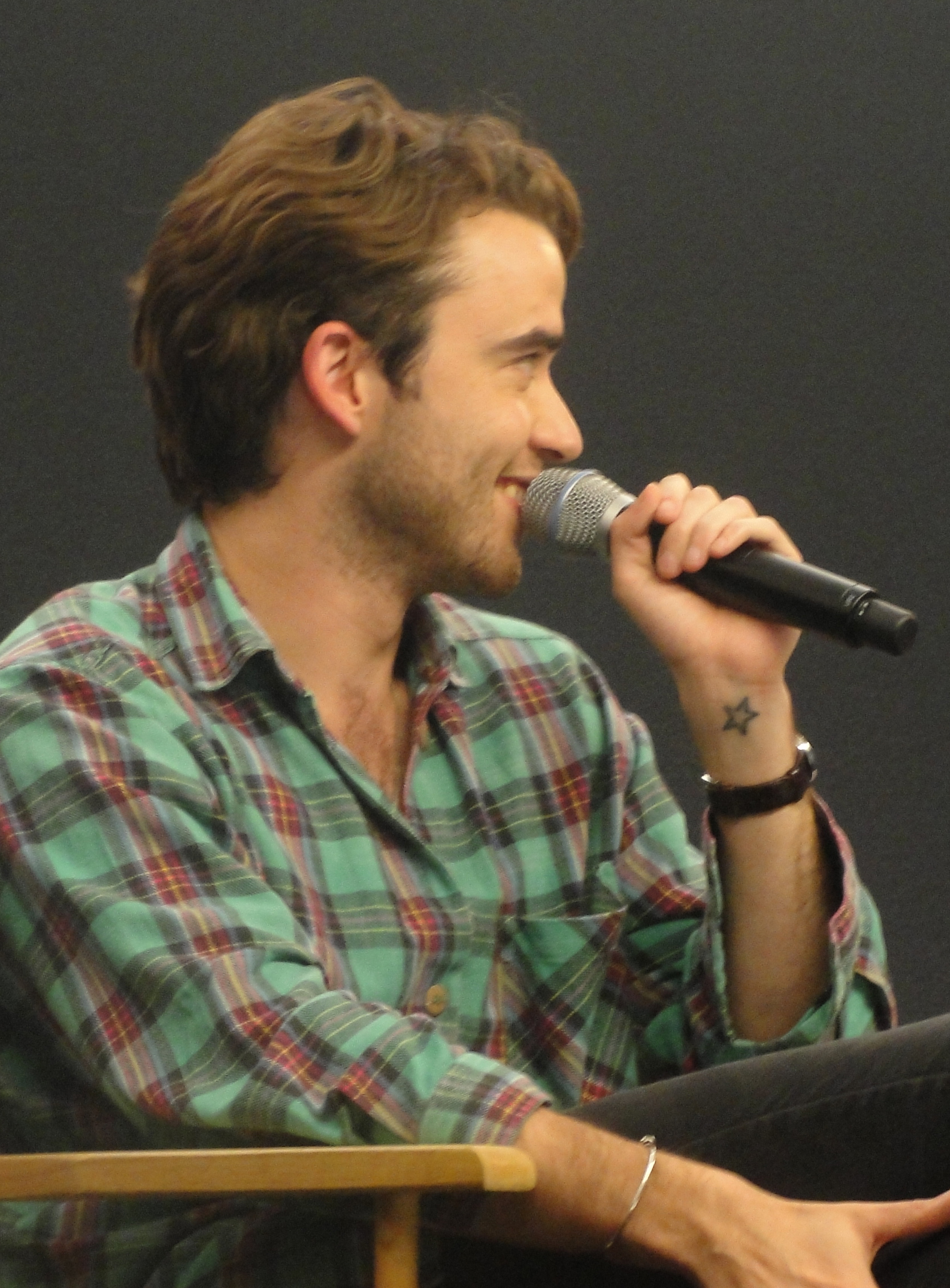

Jamie Blackley Alexander é um ator britânico que nasceu na cidade de Douglas, em Isle of Man no dia 8 de Julho de 1991 .
Sua primeira grande aparição em Londres foi no palco da produção de Spring Awakening. Blackley teve um pequeno papel no filme Snow White and the Huntesman e interpretou Adam Wilde no filme If i stay, uma adaptação do livro de Gayle Forman.
Biografia
Blackley conseguiu seu primeiro papel na televisão aos 17 anos, com um pequeno papel no drama sobrenatural Aparições. Seu primeiro papel no cinema foi no filme Prowl, embora o seu papel no filme era pequeno deu a confiança para começar a aparecer quase exclusivamente no cinema.
2013 provou ser um grande ano para Blackley e estrelou a comédia britânica We Are the Freaks também tem a liderança no thriller Uwantme2killhim, e um importante papel no drama biográfico The Fifth Estate.
Em 2014 interpretou Adam Wilde ao lado de Chloë Grace Moretz, que interpreta Mia Hall no drama romântico ,  If I Stay (Se Eu Ficar), que foi adaptado do romance adolescente popular, Gayle Forman.
Diretor J.R Cutler, sobre a escolha do Promissor ator Jamie Blackley, para o papel de Adam Wilde no filme "Se eu Ficar"
"Você pode falar sobre a escolha de Jamie Blackley para interpretar Adam e a química que parece evidente desde a primeira cena?"
" J.R Cutler: Este filme não funcionaria se não houvesse uma ligação profunda entre Adam e Mia, porque essa ligação evidencia as diferenças entre eles. Ele é mais velho e experiente, ele é um astro do rock, todos o conhecem. Ele parece destinado a algo grande. Ela é introvertida, uma musicista clássica. Ela tem poucos amigos e passa desapercebida pelos corredores da escola. Você espera que essa ligação entre os dois seja palpável. Como todos sabemos, levando em consideração nossos relacionamentos, você tem isso isso com algumas pessoas e você não tem com outras. Chloë e Jamie têm. Foi imediato.
E, claro, Jamie, tem tantos outros aspectos, era um Adam perfeito. Ele tem essa persona da estrela do rock, mas também tem uma sensibilidade real. Você poderia acreditar muito facilmente que os dois se apaixonam de uma maneira verdadeira."
Em 2015, Blackley interpretou Roy no filme Irrational Man (O Homem irracional) de Woody Allen, ao lado de Emma Stone, Joaquin Phoenix e Parker Posey. O filme lançou no dia 17 de Julho nos EUA, e 6 de agosto no Brasil.